# Le Coup de grâce (roman, 1931)
Pour les articles homonymes, voir Le Coup de grâce.
Le Coup de grâce est un roman écrit par Joseph Kessel.

## Résumé
Le Coup de grâce est le roman d'une amitié virile, forte et fluctuante entre deux soldats, Hippolyte Bibard et le commandant Feroud, aussi surnommé Mehemet Pacha. La relation de fraternité entre les deux hommes est mise en danger par une jeune femme prénommée Violette, prostituée de Beyrouth, pour laquelle les deux hommes s'entre-déchirent.

## Adaptation
- En 1951, le metteur en scène américain Curtis Bernhardt réalise Sirocco sur un scénario de  A.I. Bezzerides et Hans Jacoby, très librement adapté du récit de Joseph Kessel. Humphrey Bogart y tient le rôle d'un trafiquant d'armes américain, Harry Smith, personnage qui se substitue à celui du sergent Hippolyte Bibard dans le roman. Féroud a ici le grade de colonel et sa double identité avec Mehemet Pacha n'a pas été reprise. L'action du film se déroule à Damas et non à Beyrouth, bien qu'en 1925 la Syrie comme le Liban étaient sous mandat français.

- Avec son neveu Maurice Druon, Joseph Kessel adapte ce roman en mélodrame en trois actes en 1953 qu'il crée au Théâtre du Gymnase à Paris le 9 septembre 1953.

## Éditions
Ce roman a été publié chez plusieurs éditeurs.
- Paris, Les Éditions de France, 1931 (BNF 32305972)édition originale
- Paris, Les Éditions de France, coll. « Le Livre d'aujourd'hui », 1933
- Paris, Éditions Gallimard, coll. « Pourpre », 1951
- Paris, Plon, 1965
- Paris, Le Club de la femme, coll. « Bibliothèque du Club de la femme », (no 147), 1969
- Paris, Rombaldi, coll. « Bibliothèque du temps présent », (no 61), 1971
- Paris, Le Livre de Poche, (no 3578), 1973  (ISBN 978-2-253-01039-5)
- Paris, Plon, coll. « Pocket », (no 3156), 1988  (ISBN 978-2-266-02289-7)
- Paris, Éditions Gallimard, coll. « Folio », (no 6235), 2016  (ISBN 978-2-07-046623-8)

Adaptation théâtrale avec Maurice Druon :
- Dans Les Œuvres libres (no 89 [315]), Paris, Fayard, octobre 1953 ; créé au Théâtre du Gymnase à Paris le 9 septembre 1953
- Paris, Éditions Gallimard, coll. « Blanche », 1953.